# Oko (glasbena skupina)
Oko je slovenski rock trio, ki je deloval med letoma 1972 in 1978, ponovno pa je pričel z delovanjem leta 2000. Skupina je bila pomemben del jugoslovanske scene progresivnega rocka, kot izvajalec tršega progresivnega rocka pod vplivom izvajalcev kot so bili Jimi Hendrix, Cream, Deep Purple in Uriah Heep.
Zgodovina jugoslovanskega rocka beleži izid treh pionirskih studijskih albumov v 12 mesecih - Kad bi bio bijelo dugme skupine Bijelo dugme, Pljuni istini u oči skupine Buldožer in Raskorak tria Oko.

## Zgodovina

### Obdobje pred začetkom delovanja
Pavel Kavec se je leta 1966 pridružil skupini Rož'ce, s katero se je udeležil Gitarijade v Zagrebu. Navdušen nad glasbo Jimija Hendrixa, je Kavec leto zatem ustanovil rockovski trio Yeti Experience, pri katerem sta igrala še basist Miran Bulič - Mič (mlajši brat radijca Dragana Buliča) in bobnar Borut Sede. Yeti Experience so bili prvi rockovski trio v Sloveniji. Leta 1971 je Kavec sprejel vabilo skupine Skarabeji, ki se je navduševala nad skupino Deep Purple, in postal njihov član, kmalu pa je Kavec iz skupine ustvaril trio, ki sta ga poleg njega sestavljala še Miro Tomassini (bas) in Milan Olas (bobni).

### Kariera
Leta 1972 je Kavec nato osnoval zasedbo Oko. Ime zanjo je prispeval Janez Bončina - Benč. Prvo zasedbo so sestavljali Kavec (kitara in vokal), nekdanji basist skupine Boomerang Miro Tomassini in bobnar Jani Tutta. Sprva so izvajali predvsem hard rock, sčasoma pa so zvoku dodajali elemente jazz rocka, ki je bil v tistem času precej popularen. Glasbeno so kmalu dosegli nivo številnih takrat popularnih jugoslovanskih glasbenih skupin, kot so bile Indexi, YU Grupa, Smak, Nirvana, Pop mašina, Had in kasneje tudi Bijelo dugme. Trio je v prvotni zasedbi obstajal eno leto, ko je Janija Tutto na bobnih zamenjal Dragan Gajić - Gajo. V svojem drugem obdobju, je skupina začela igrati še trši rock, ki je baziral na bluesu, na Kavčevo igranje kitare pa je v veliki meri vplival Jimi Hendrix. Skupinin repertoar je v tem obdobju vseboval rockovske klasike kot so »Jumpin' Jack Flash« in »Brown Sugar«  (The Rolling Stones), »Day Tripper« (The Beatles), »Johnny B. Goode« (Chuck Berry), itd. Ta zasedba je ustvarila tudi prve posnetke na Radiu Ljubljana.
Leta 1975 sta Tomassini in Gajić zapustila Oko in se pridružila skupini Jutro. Kavec je tako sestavil tretjo zasedbo skupine, člana katere sta postala basist Franjo Martinec in bobnar Tone Dimnik Čoč. Zasedba je leta 1975 pri založbi ZKP RTV Ljubljana izdala single »Vse sem dal ti«. Na b-strani singla je izšla skladba »Spet nazaj«. Avtor obeh skladb je bil Pavel Kavec, producent pa je bil Dečo Žgur. V isti zasedbi je skupina v Studiu Akademik posnela material za studijski album. Na pobudo izvršnega producenta založbe Jugoton, Džerald Kazaferovića, je skupina celoten material posnela še enkrat, vendar v Srbohrvaščini in dodala še dva instrumentala. Kot gostje so pri snemanju sodelovali klaviaturist Andrej Konjajev, ki je sicer igral pri ljubljanski skupini Izvir, tolkalist Miha Vipotnik in beograjski pevec Zlatko Manojlović, sicer član skupin Dah in Gordi, ki je odpel skladbo »Sam sam«. Tonski mojster je bil Miro Bevc, snematelj Aco Razbornik, producent pa znova Dečo Žgur. Album je izšel pod imenom Raskorak jeseni leta 1976 pri Jugotonu.
Še pred izidom albuma je Kavec znova ostal sam. Dimnik se je namreč pridružil skupini Buldožer, Martinec pa je nadaljeval s študijem. Skupina je tako za kratek čas prekinila z delovanjem, Kavec pa se je za kratek čas pridružil skupini Boomerang. Po izidu albuma je skupina ponovno zaživela v četrti zasedbi, ki sta jo, poleg Kavca, sestavljala še basist Igor Bošnjak in bobnar Zlatko Klun. V tej zasedbi je skupina odšla na promocijsko turnejo in delovala do leta 1978, ko je prenehala z delovanjem. Trio je občasno nastopil v različnih zasedbah. Med njihovimi najbolj znanimi nastopi tega obdobja je nastop na Gospodarskem razstavišču ob praznovanju 300. radijske oddaje SOS.
Kavec je Oko znova formiral konec 90. let, ko sta člana skupine postala basist Ernie Mendillo in bobnar Klemen Markelj. Leta 1998 je izšel ponatis albuma Raskorak še z nekaj dodatnimi posnetki, leta 2001 pa je izšel album v živo Live December 2000 (Tribute to Jimi Hendrix), ki ga je skupina posnela decembra 2000 na nastopu v klubu Hound Dog.

## Člani skupine
- Pavel Kavec − kitara, vokal (1972–1978, 1998–danes)
- Miro Tomassini − bas (1972–1975)
- Jani Tutta − bobni (1972–1973)
- Dragan Gajić Gajo − bobni (1973–1975)
- Tone Dimnik Čoč − bobni (1975–1976)
- Franjo Martinec − bas (1975–1976)
- Zlatko Klun − bobni (1976–1978)
- Igor Bošnjak − bas (1976–1978)
- Klemen Markelj - bobni (1998-2001)
- Marko Bertoncelj − bobni (2001–danes)
- Ernie Mendillo − bas (1998–danes)
- Bojan Vojnović-bas(2008-2021)

## Diskografija
Studijski album
- Raskorak (1976)

Album v živo
- Live December 2000 (Tribute to Jimi Hendrix) (2001)

Single
- »Vse sem dal ti« (1975)